# Společenské pravidlo
Společenské pravidlo lze definovat jako ustálený způsob jednání, jiným názvem může být i pojem etiketa. Jedná se o zvyklosti, společenská pravidla a pravidla jednání, která jsou rozšířená mezi vrstvami obyvatelstva. Etiketa pochází ze starofrancouzského éstiques = vyvěsit, protože na zámcích a dvorech se daná pravidla pravidelně vyvěšovala jako závazná nařízení. První pravidla společenského chování v Evropě totiž vznikala ve 14. století právě ve Francii.

## Pozdrav
- při příchodu starší přenechává iniciativu mladšímu
- pozdravit je zdvořilost, ale odpovědět na pozdrav je povinnost[2]
- ve společnosti nejdříve zdravíme hostitelku, poté hostitele, přítomné ženy a naposled muže
- při odchodu zdraví dříve osoba starší